# Marco Lion
Marco Lion (Senigallia, 5 giugno 1956) è un politico italiano.

## Biografia
Diplomato al Liceo Scientifico di Senigallia, ha frequentato la Facoltà di Lettere e Filosofia dell'Università di Bologna. Ha fatto parte di numerose associazioni ambientaliste tra cui il Touring Club Italiano.

### Elezione a deputato
Alle elezioni del 2001 è eletto deputato nel collegio uninominale di Senigallia, per la Federazione dei Verdi.
Alle elezioni politiche del 2006 viene eletto deputato della XV legislatura della Repubblica Italiana nella circoscrizione XIV Marche per la Federazione dei Verdi.
È stato anche assessore provinciale all'Ambiente ad Ancona dal 1994 al 2002 e vicepresidente della provincia di Ancona dal 2000 al 2002.
Nel 2020 si è candidato al consiglio comunale di Senigallia con una formazione politica denominata Diritti al futuro, ma non è stato eletto.